# Транспорт в Лаосе
В Лаосе в разной степени развитости имеются все виды транспорта. Сеть автомобильных дорог в современном виде начала формироваться в середине XX века. Основной объем работ по железным дорогам был начат в XXI веке. Также имеют водный транспорт и авиация.

## Железные дороги
Связи с другими железнодорожными системами соседних стран долгое время отсутствовало, хотя все они имели одинаковую, метровую колею (1000 мм).

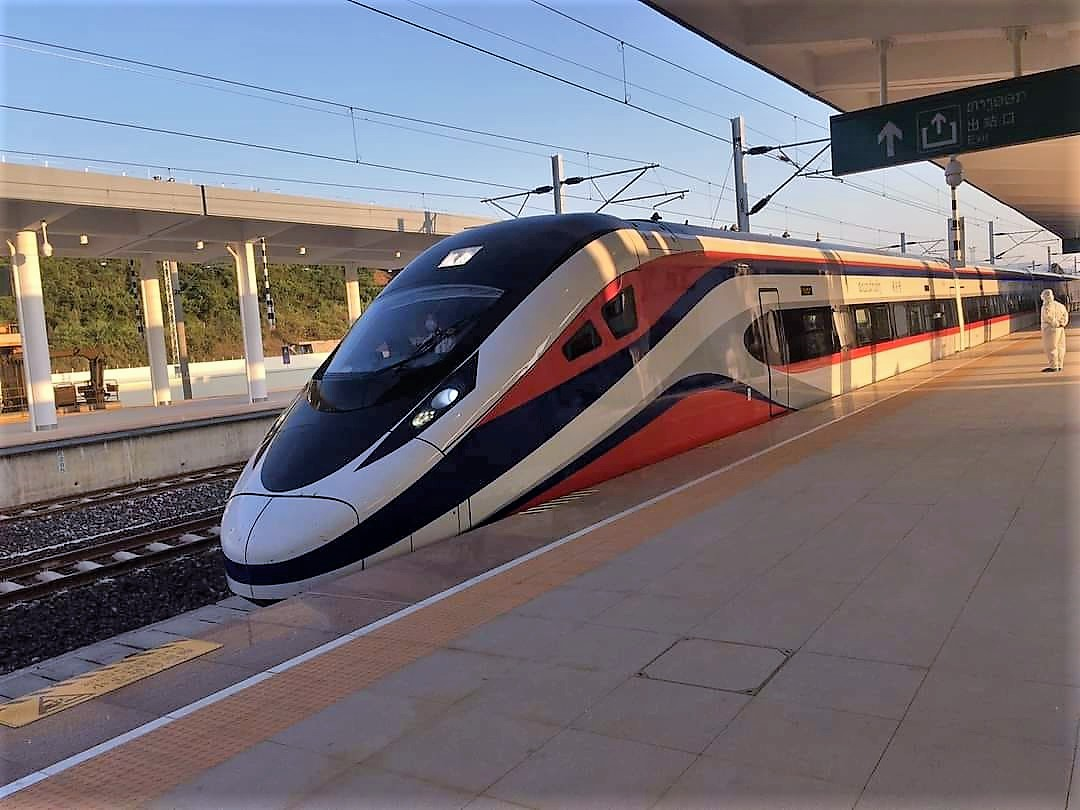
Поезд на железной дороге Ботен—Вьентьян

В январе 2007 года начались работы по продлению железной дороги Таиланда через Мост тайско-лаосской дружбы на территорию Лаоса. Официальное открытие линии состоялось 5 марта 2009 года. Тем самым в Лаосе образовался небольшой участок железной дороги. Разрабатывался проект продления ветки ещё на 12 км до Вьентьяна. Также предполагалось строительство ветки, связывающей Лаос с вьетнамской провинцией Хатинь.
Большие изменения начались когда в октябре 2010 года было объявлено о планах строительства ветки в 530 км, связывающей Вьентьян с китайской провинцией Юньнань. Начало строительства намечено на 2011 год, а окончание — на 2014 год. Однако строительство началось только в декабре 2016 года. В декабре 2021 года строительство 414-километровой железной дороги стандартной колеи между Вьентьяном и китайским городом Куньмин было завершено. Пассажирские поезда будут двигаться по этой линии со скоростью до 160 километров в час, проходя через 75 туннелей и 167 мостов. После постройки этой железнодорожной ветки в Лаосе ста

## Автомобильные дороги
Поскольку Лаос являлся колонией Франции, на территории страны сохранилось правостороннее движение. Современная конфигурация автомобильных дорог начала формироваться после признания 22 октября 1953 года независимости королевства Лаос со столицей в городе Вьентьян и резиденцией короля в городе Луангпрабанг.
В 2009 году общая протяжённость дорог страны составляла 39,5 тыс. км автомобильных дорог: 5,4 тыс. км из них — с покрытием. Связь с дорожной сетью Таиланда осуществляется через первый и второй мосты тайско-лаосской дружбы. Строительство третьего моста началось в марте 2009 года, предполагается также строительство четвёртого моста. Недавно было также построено новое шоссе от Саваннакхета до вьетнамской границы, что заметно сократило время в пути при пересечении Лаоса.

## Водный транспорт
В Лаосе 4,6 тыс. км судоходных водных путей (2012). Главным образом это Меконг и его притоки.

## Нефтепроводы
Длина нефтепроводов страны — 540 км (2013).

## Авиация
В стране имеется 52 аэропорта, из них 9 имеют ВПП с покрытием. Лишь международный аэропорт Ваттай (Wattay International Airport) имеет ВПП длиной более 2438 м. Национальная авиакомпания — Lao Airlines.